# Pignan
Pignan là một xã thuộc tỉnh Hérault trong vùng Occitanie phía nam nước Pháp. Xã này nằm ở khu vực có độ cao trung bình mét trên mực nước biển. Dân số thời điểm năm 2006 là 6047 người.